# Orphnus striatus
Orphnus striatus är en skalbaggsart som beskrevs av Benderitter 1913. Orphnus striatus ingår i släktet Orphnus och familjen Orphnidae. Inga underarter finns listade i Catalogue of Life.